# 阿雷特
阿雷特（法語：Arette，法語發音：[aʁɛt]）是法国大西洋比利牛斯省的一个市镇，位于该省南部偏东，属于奥洛龙-圣玛丽区。

## 地理
阿雷特（43°5'44"N, 0°43'0"W）面积92.23 平方千米，位于法国新阿基坦大区大西洋比利牛斯省，该省份为法国东南部省份，涵盖了贝阿恩与北巴斯克，西临大西洋比斯開灣，北至朗德省，东北接热尔省，东临上比利牛斯省，南与西班牙接壤。
与阿雷特接壤的市镇（或旧市镇、城区）包括：卢尔迪奥斯-伊谢尔、奥斯昂纳斯普、莱斯-阿塔斯、伊萨瓦、圣昂格拉斯、拉讷昂巴雷图斯、阿拉米茨、伊索尔。

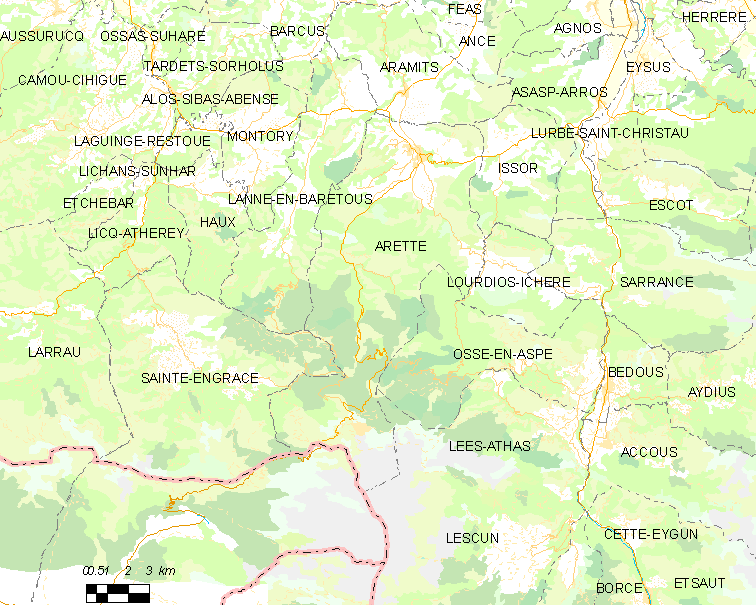
阿雷特的OSM定位图

阿雷特的时区为UTC+01:00、UTC+02:00（夏令时）。

## 行政
阿雷特的邮政编码为64570，INSEE市镇编码为64040。

## 政治
阿雷特所属的省级选区为奥洛龙-圣玛丽第一县。

## 人口

1962-2008年间阿雷特人口变化图示

阿雷特于2022年1月1日时的人口数量为1052人。